# Latium
Latium (Latin: [ˈɫati.ũː]) er den region i det centrale vestitalien, hvor byen Rom blev grundlagt og voksede til at være Romerrigets hovedstad.
Det italienske ord Lazio kommer af det latinske ord Latium. Lazio er i dag én af i alt tyve regioner i Italien. Regionen omfatter hovedstaden Rom og store dele af den antikke region Latium.

## Definition
Latium var oprindeligt en lille trekant med frugtbar vulkansk jord, hvorpå latinernes eller latianernes stamme boede. Den befandt sig på floden Tiberens venstre bred (øst og syd), der strækker sig nordpå til floden Anio (en biflod til venstre bred til Tiberen) og sydøst til Pomptina Palus (Pontinske moser) så langt syd som det cirkeiske forbjerg. Den etruskiske by Veii var placeret på Tiberens højre bred, mens de andre grænser var optaget af italiske stammer. Veii blev senere besejret af Rom, hvorefter Rom ligeledes besejrede sine italiske naboer og udvidede sit herredømme over det sydlige Etrurien. Sidstnævnte så oprettelsen af mange romerske og latinske kolonier: små romerske kolonier blev oprettet langs kysten, mens der indlands ligeledes blev oprettet kolonier af latinere og romere uden statsborgerskab. Navnet Latium blev således også udvidet til dette område syd for Rom (Latium adiectum), og op til den antikke by Casinum – defineret af Strabo som "latinernes sidste by".
Latinernes (stammefolket der beboede Latium) gamle sprog var den direkte forgænger til det Gammellatinske (en) sprog, som igen er forfader til latin og de romanske sprog. Latium har spillet en vigtig rolle i historien på grund af sin status som hjemsted for hovedstaden Rom, som i antikken var Romerrigets kulturelle og politiske centrum. Derfor huser Latium berømte værker indenfor kunst og arkitektur .

## Den moderne region Latium
Latium, der ofte refereres til med det italienske navn Lazio, er i dag en regeringsregion. Det er en af statens administrative opdelinger, som en af i alt tyve regioner i Italien. Oprindeligt ment som centralstatens administrative distrikter, opnåede regionerne efter en forfatningsreform i 2001 en betydelig grad af selvstyre. Den moderne region Latium omfatter den nationale hovedstad Rom.

## Eksterne links
- Toponymi af Latium Arkiveret 18. april 2008 hos  Wayback Machine